# 3 도어스 다운
3 도어스 다운(3 Doors Down)은 미국 미시시피주 에스카토파(Escatawpa) 출신 록 밴드이다.

## 구성원
- 브래드 아널드(Brad Arnold) - 보컬
- 쳇 로버츠(Chet Roberts) - 기타
- 크리스 헨더슨(Chris Henderson) - 기타
- 저스틴 빌토넨(Justin Biltonen) - 베이스
- 그렉 업처치(Greg Upchurch) - 드럼

### 이전 멤버
- 맷 로버츠(Matt Roberts) - 기타
- 토드 해럴(Todd Harell) - 베이스
- 리처드 라일스(Richard Liles) - 드럼
- 대니얼 어데어(Daniel Adair) - 드럼

## 활동 약력

### 초창기(1996~2000)
3 Doors Down은 드러머 겸 보컬리스트 브래드 아놀드, 기타리스트 매트 로버츠, 베이시스트 토드 허럴에 의해 결성되었다. 이들 세 명은 미국 미시시피주 에스카타우파에서 유년기를 함께 보냈으며, 어린 시절부터 록 음악에 대한 공통분모를 갖고 우정을 공유해왔다고 한다. 이들은 밴드를 결성한 뒤 도시 근방에서 공연을 시작했으며, 후에 정식 발매되게 될 리메이크 음악과 본인들의 음악을 이때 녹음하게 된다. 브래드 아놀드는 드러머 뿐만 아니라 그룹의 보컬로서도 활동하는데 이는 그의 말마따나 “아무도 그렇게 하지 않지만, 나는 했고 그리고 즐겼”기 때문이다. 아놀드는 또한 밴드의 작사가이며 이미 15세 때에 그들의 초창기 히트송을 작사하기도 했다. 그는 종종 수학시간에 작사를 했다고 한다.
그들은 결국 도시를 떠나 유랑하게 된다. 그들은 그 유랑 중 앨라배마주 포리에서 공식적인 밴드 이름을 사용하기에 이른다. 그들은 도심을 거닐던 도중 한 빌딩에 흘러내리듯이 적힌 글자를 보게 되는데, 그것이 "Doors Down"이었다. 그 때부터 그들은 머리를 모아 고민한 끝에 “3”을 붙여 “3 Doors Down."이라는 밴드 이름을 만들게 된다.
그들은 함께 공연하지 두 해가 지났을 때, 토드 해럴은 음악적 완성도를 향상시키기 위해 키타리스트 크리스 헨더슨에게 밴드로의 가입을 권한다. 이렇게 멤버는 네 명으로 늘어나고, 그들은 미시시피주 파스카골라에 위치한 링컨 레코딩에서 데모 CD를 녹음한다.

## 음반 목록

### 정규 음반
- 《The Better Life》(2000년)
- 《Away from the Sun》(2002년)
- 《Seventeen Days》(2005년)
- 《3 Doors Down》(2008년)
- 《Time of My Life》(2011년)
- 《Us and the Night》(2016년)

### 싱글
싱글 노래제목 및 인기순위:
| 년도 | 제목                                | 챠트명  | 챠트명  | 챠트명      | 챠트명  | 챠트명            | 챠트명 | 챠트명 | 챠트명           | 챠트명                 | RIAA | 앨범명            |
| 년도 | 제목                                | Hot 100 | Pop 100 | Hot Digital | 모던 록 | Hot 메인스트림 록 | AT 40  | 영국   | 호주 아리아 챠트 | 뉴질랜드 라이아즈 챠트 | RIAA | 앨범명            |
| ---- | ----------------------------------- | ------- | ------- | ----------- | ------- | ----------------- | ------ | ------ | ---------------- | ---------------------- | ---- | ----------------- |
| 2000 | "크립토나이트"                      | 3       | —       | —           | 1       | 1                 | 3      | 85     | 8                | 13                     | Gold | The Better Life   |
| 2001 | "Loser"                             | 55      | —       | —           | 2       | 1                 | —      | 78     | —                | 37                     | —    | The Better Life   |
| 2001 | "Duck and Run"                      | 110     | —       | —           | 11      | 1                 | —      | —      | —                | —                      | —    | The Better Life   |
| 2001 | "Be Like That"                      | 24      | —       | —           | 22      | 10                | 5      | —      | —                | —                      | —    | The Better Life   |
| 2003 | "When I'm Gone"                     | 4       | —       | —           | 2       | 1                 | 3      | —      | —                | —                      | Gold | Away from the Sun |
| 2003 | "The Road I'm On"                   | —       | —       | —           | 24      | 8                 | —      | —      | —                | —                      | —    | Away from the Sun |
| 2004 | "Here Without You"                  | 5       | —       | —           | 22      | 14                | 1      | 23     | 2                | 10                     | Gold | Away from the Sun |
| 2004 | "Away from the Sun"                 | 62      | —       | —           | 33      | 20                | 5      | —      | 51               | 44                     | Gold | Away from the Sun |
| 2005 | "Let Me Go"                         | 14      | 8       | 24          | 14      | 6                 | 3      | 55     | 55               | —                      | Gold | Seventeen Days    |
| 2005 | "Behind Those Eyes"                 | —       | —       | —           | 25      | 12                | —      | 33     | —                | —                      | —    | Seventeen Days    |
| 2005 | "Live for Today"                    | —       | —       | —           | 31      | 18                | —      | —      | —                | —                      | —    | Seventeen Days    |
| 2005 | "Here By Me"                        | —       | 81      | —           | —       | —                 | 24     | —      | —                | —                      | —    | Seventeen Days    |
| 2006 | "Landing in London" (ft. Bob Seger) | —       | —       | —           | —       | 32                | 32     | 32     | —                | —                      | —    | Seventeen Days    |
| 2008 | "It's Not My Time"                  | 17      | 18      | 17          | 5       | 1                 | 1      | 37     | 26               | 18                     | —    | 3 도어스 다운     |
| 2008 | "훈련"                              | —       | —       | —           | 29      | 10                | —      | —      | —                | —                      | —    | 3 도어스 다운     |
| 2008 | "Let Me Be Myself"                  | —       | —       | —           | —       | —                 | 16     | 93     | —                | —                      | —    | 3 도어스 다운     |
| 2008 | "시민군"                            | 96      | 72      | 75          | —       | 28                | —      | —      | —                | —                      | —    | 3 도어스 다운     |